# Lady Hamilton (film 1921)
Lady Hamilton è un film muto del 1921 sceneggiato, prodotto e diretto da Richard Oswald.

## Produzione
Il film fu prodotto dalla Richard-Oswald-Produktion

## Distribuzione
Distribuito dalla National-Film, uscì nelle sale cinematografiche tedesche il 20 ottobre 1921. In Italia, distribuito dalla S.I.A.C., Lady Hamilton in una versione di 3.420 metri, ottenne il visto di censura 16601 nel dicembre 1921.